# Rhagovelia becki
Rhagovelia becki är en insektsart som beskrevs av Drake och Harris 1936. Rhagovelia becki ingår i släktet Rhagovelia och familjen vattenlöpare. Inga underarter finns listade i Catalogue of Life.